# Guido Herz
Guido Herz (* 24. November 1950 in Halle (Saale)) ist ein deutscher Diplomat. Er war u. a. deutscher Generalkonsul in Kaliningrad (Königsberg), deutscher Botschafter in Tansania sowie von 2011 bis 2016 deutscher Botschafter in Kasachstan.

## Leben
Seine Schulzeit verbrachte er auf dem Internat in Salem, wo er 1968 sein Abitur ablegte. Nach dem Medizinstudium (Staatsexamen und Promotion zum Dr. med., 1976) und ärztlicher Tätigkeit in Heidelberg absolvierte er beim Auswärtigen Amt von 1979 bis 1981 als Attaché die Diplomatenausbildung.
Er war unter anderem Umweltreferent an der Ständigen EG-Vertretung in Brüssel (1986–1989) und stellvertretender Botschafter in Tunesien (1990–1994). 
1994 war er Leiter des EU-Wahlbeobachterteams bei den ersten freien Wahlen in Mosambik im November 1994. 
Von 1995 bis 1998 war er Berater der CDU/CSU-Fraktion des Deutschen Bundestages. 1998 berief ihn der damalige CDU-Vorsitzende Helmut Kohl zum Leiter des Büros für Außenbeziehungen und Internationalen Sekretär der CDU Deutschlands. In dieser Zeit war er Mitglied des Politischen Büros (Vorstand) der Europäischen Volkspartei (EVP) sowie der Leitungsgremien von International Democrat Union (IDU) und Christlich-Demokratischer Internationale (CDI). Auch unter Kohls Nachfolgern Wolfgang Schäuble und Angela Merkel war er weiterhin Internationaler Sekretär der CDU Deutschlands.
Nach der Bundestagswahl 2002 kehrte Guido Herz ins Auswärtige Amt zurück und nahm die folgenden drei Jahre die Aufgabe eines Inspekteurs des Auswärtigen Amts wahr. 
Von 2005 bis 2008 baute er als Generalkonsul das 2004 eröffnete deutsche Generalkonsulat im russischen Kaliningrad (Königsberg) auf. 
Danach war er bis 2011 deutscher Botschafter in Tansania. 
Von 2011 bis 2016 (Eintritt in den Ruhestand) leitete er die deutsche Botschaft in Astana/Kasachstan.